# Caetano Veloso

Caetano Veloso (Santo Amaro da Purificação, Bahia, Brazil, 7. kolovoza 1942.), jedan je od najutjecajnijih brazilskih skladatelja i pjevača. 

## Životopis
Rođen je u mjestu Santo Amaro da Purificação, Bahia kao peto od sedmero djece. Roditelji José Telles Veloso ("Seu Zezinho") i Claudionor Vianna Telles Veloso ("Dona Canô") su mu dozvolili da mlađoj sestri da ime Maria Bethânia, što je bio naziv popularne kompozicije Nelsona Gonçalvesa u to vrijeme.
Započinje svoju karijeru izvodeći pjesme u stilu bossa nove, a sam je rekao da su najveći utjecaj u tom razdoblju na njega imali João Gilberto i Dorival Caymmi. U suradnji s Gilbertom Gilom, Galom Costom, Tomom Zéom, i Os Mutantes i pod utjecajem The Beatlesa, razvija se psihodeličan i socijalno svjestan žanr Tropicália, što je utjecalo na širenje brazilske narodne glazbe na internacionalnom planu.
Veloso je politički bio lijevo orijentiran, što je često i naglašavao a to ga je učinilo neprijateljem brazilske militantne diktature. Njegove pjesme često su bile cenzurirane a nekoliko ih je do kraja zabranjeno. Veloso i Gilberto Gil su proveli nekoliko mjeseci u zatvoru za "neprijateljsku djelatnost protiv države" tijekom 1968. a poslije izlaska iz zatvora seli u London.
Velosove pjesme su pri njegovom povratku u Brazil 1972. bile često inspirirane različitim internacionalnim stilovima ali i poluzaboravljenim brazilskim narodnim pjesmama i ritmovima. Smatran je i kao prethodnik sastavima koji su promicali afro-brazilijansku kulturu kao npr. Timbalada.
Tijekom 1980-ih postaje popularan izvan Brazila, prvenstveno u Izraelu, Portugalu, Francuskoj i Africi.
2005. godine smatran je jednim on najpoznatijih svjetskih izvođača s oko 50 objavljenih albuma u koje ulazi i filmska glazba s filmove poput: Hable con Ella (hrv. Pričaj s njom) Pedra Almodóvara i za film Frida.
Njegov prvi kompletan album na engleskom bio je  A Foreign Sound (2004.), koji je sadržavao Nirvaninu pjesmu "Come as You Are"  ali i kompozicije iz Great American Songbook.

## Diskografija
- 1967. - Domingo
- 1968. - Caetano Veloso
- 1969. - Tropicália
- 1969. - Caetano Veloso
- 1969. - Barra 69 - Caetano e Gil ao Vivo
- 1971. - Caetano Veloso
- 1972. - Transa
- 1972. - Caetano e Chico Juntos ao Vivo
- 1973. - Araçá Azul
- 1974. - Temporada de Verão ao Vivo na Bahia
- 1975. - Jóia
- 1975. - Qualquer Coisa
- 1976. - Doces Bárbaros
- 1977. - Bicho
- 1977. - Muitos Carnavais
- 1978. - Muito - Dentro da Estrela Azulada
- 1978. - Maria Bethânia e Caetano Veloso ao Vivo
- 1979. - Cinema Transcendental
- 1981. - Outras Palavras
- 1981. - Brasil
- 1982. - Cores, Nomes
- 1983. - Uns
- 1984. - Velô
- 1986. - Totalmente Demais
- 1986. - Caetano Veloso
- 1987. - Caetano Veloso
- 1989. - Estrangeiro
- 1991. - Circuladô
- 1992. - Circuladô ao Vivo
- 1993. - Tropicália 2
- 1994. - Fina Estampa
- 1994. - Fina Estampa ao Vivo
- 1996. - Tieta do Agreste
- 1997. - Livro
- 1999. - Prenda Minha
- 1999. - Omaggio a Federico e Giulieta ao Vivo
- 2000. - Noites do Norte
- 2001. - Noites do Norte ao Vivo
- 2002. - Eu Não Peço Desculpa
- 2002. - Todo Caetano (40 CDs)
- 2004. - A Foreign Sound
- 2005. - Onqotô
- 2006. - Cê
- 2008. - Caetano Veloso e Roberto Carlos - e a Música de Tom Jobim
- 2009. - Zii e Zie
- 2012. - Abraçaço

## Vanjske poveznice
- Službena stranica